# Radivoje Manić
Radivoje Manić (Pirot, Sèrbia, 16 de gener de 1972) és un futbolista serbi. Va disputar 1 partits amb la selecció de futbol de Sèrbia,